# Piotr Marcinowski
Zasugerowano, aby zintegrować ten artykuł z artykułem Piotr Marcinowski z Przysieka i Chodywaniec. Nie opisano powodu propozycji integracji.
Piotr Marcinowski z Przysieka herbu Topór (zm. przed 15 marca 1558) – rotmistrz królewski w 1531 roku, wojski bełski od 1535 roku, poseł województwa bełskiego na sejm krakowski 1553 roku, sejm warszawski 1556/1557 roku.